# Eriosoma anncharlotteae
Eriosoma anncharlotteae är en insektsart som beskrevs av Danielsson 1979. Enligt Catalogue of Life ingår Eriosoma anncharlotteae i släktet Eriosoma och familjen långrörsbladlöss, men enligt Dyntaxa är tillhörigheten istället släktet Eriosoma och familjen pungbladlöss. Arten är reproducerande i Sverige. Inga underarter finns listade i Catalogue of Life.